# The Clonus Horror
The Clonus Horror (ook bekend als Parts: The Clonus Horror of simpelweg Clonus) is een Amerikaanse sciencefiction/horrorfilm uit 1979. De film werd geproduceerd door Walter Fiveson en Myrl Schreibman. De regie was in handen van Robert Fiveson. Hoofdrollen werden vertolkt door Dick Sargent en Peter Graves.

## Verhaal
In een lab ergens in een afgelegen stuk woestijn worden klonen gemaakt van rijke en belangrijke mensen. Doel van de klonen is dat zij als orgaandonor kunnen dienen. Een van de klonen is van presidentskandidaat Jeffrey Knight. De klonen worden geïsoleerd gehouden van de buitenwereld door medewerkers van clonuskolonie. Ze worden aan het lijntje gehouden met de belofte dat ze “geaccepteerd” zullen worden in de Verenigde Staten als ze een fysieke training hebben ondergaan. Zodra een kloon wordt uitgekozen om naar “Amerika” te gaan, worden ze in werkelijkheid naar het lab gebracht waar hun organen of overige lichaamsdelen worden verwijderd voor de originele personen waarop ze zijn gebaseerd.
Het verhaal gaat over een kloon die uit de kolonie weet te ontsnappen en een stad bereikt. Hier vindt hij een sponsor die hem helpt terug te keren naar de kolonie om zijn vriendin te halen. De sponsor verraadt hem echter. Uiteindelijk ondergaat de ontsnapte kloon hetzelfde lot als de anderen, maar niet voor hij de waarheid omtrent de Clonuskolonie heeft onthuld aan de buitenwereld.

## Rolverdeling
| Acteur         | Personage               | Opmerkingen          |
| -------------- | ----------------------- | -------------------- |
| Tim Donnelly   | Richard Knight Jr.      | als Timothy Donnelly |
| Paulette Breen | Lena                    |                      |
| Dick Sargent   | Dr. Jameson             |                      |
| Keenan Wynn    | Jake Noble              |                      |
| David Hooks    | Prof. Richard P. Knight |                      |
| Peter Graves   | Jeffrey Knight          |                      |
| Zale Kessler   | Dr. Nelson              |                      |
| James Mantell  | Ricky Knight            |                      |
| Lurene Tuttle  | Anna Noble              |                      |
| Frank Ashmore  | George Walker           |                      |

## Achtergrond
In juni 1997 werd de film onder de titel Parts: The Clonus Horror bespot in de televisieserie Mystery Science Theater 3000. Regisseur Fiveson beschouwde het als een eer dat de film werd uitgekozen voor het programma.
De film The Island uit 2005 vertoont grotendeels een soortgelijk verhaal als “The Clonus Horror”. Door de vele overeenkomsten spanden de makers van Clonus een proces aan tegen de producers van “The Island”.